# 博德羅格河

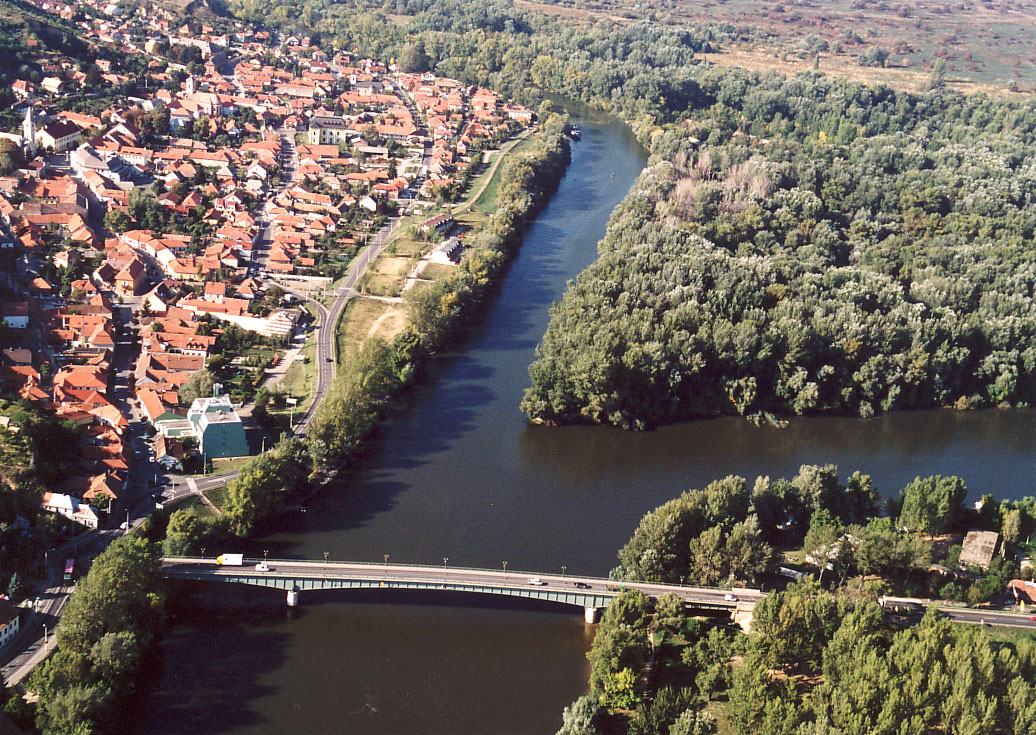

博德羅格河是中歐的河流，屬於蒂薩河的支流，由翁達瓦河和拉托里察河匯流而成，河道全長67公里，流域面積13,579平方公里，流經斯洛伐克東部和匈牙利東北部。
48°07′N 21°25′E / 48.117°N 21.417°E